# Королевский дворец (Берлин)
Королевский дворец (нем. Königliches Schloss), Берлинский дворец (нем. Berliner Schloss), часто ошибочно — Берлинский городской дворец (нем. Berliner Stadtschloss) — главная (зимняя) резиденция бранденбургских маркграфов и курфюрстов, а затем прусских королей и германских императоров на острове Шпрееинзель на реке Шпрее в центре Берлина.
После Ноябрьской революции 1918 года дворец использовался в качестве музея и штаб-квартиры различных учреждений: Общества кайзера Вильгельма, Института психологии берлинского университета имени Фридриха Вильгельма и Общества взаимопомощи немецкой науки. Дворец значительно пострадал во Вторую мировую войну, однако его состояние тем не менее позволяло проводить в нём некоторые общественные мероприятия. Однако от планов по его восстановлению было решено отказаться, и развалины дворца в 1950 году были снесены. На его месте был построен дворец Республики.
Совместным решением федеральных и земельных властей был запущен проект по строительству «Гумбольдт-форума» (Humboldtforum), предполагающий частичное воссоздание дворца — в кубатуре старого дворца строится новое здание с восстановлением трёх его исторических фасадов. Строительство началось в 2013 году. По состоянию на ноябрь 2022 года основные строительные работы были завершены, велась внутренняя отделка.
Сегодня дворец является резиденцией форума Гумбольдта. В нём представлены коллекции Государственных музеев Берлина, Берлинского городского музея и Университета Гумбольдта в Берлине, а также он призван служить оживленным местом встречи людей и мировых культур.
Таким образом, форум Гумбольдта также связан с историей дворца как культурного и научного центра после революции 1918 года. В Веймарской республике дворец был самым посещаемым музеем Берлина. Он также использовался для исследовательских институтов, университетов и Фонда Александра фон Гумбольдта.

## История строительства

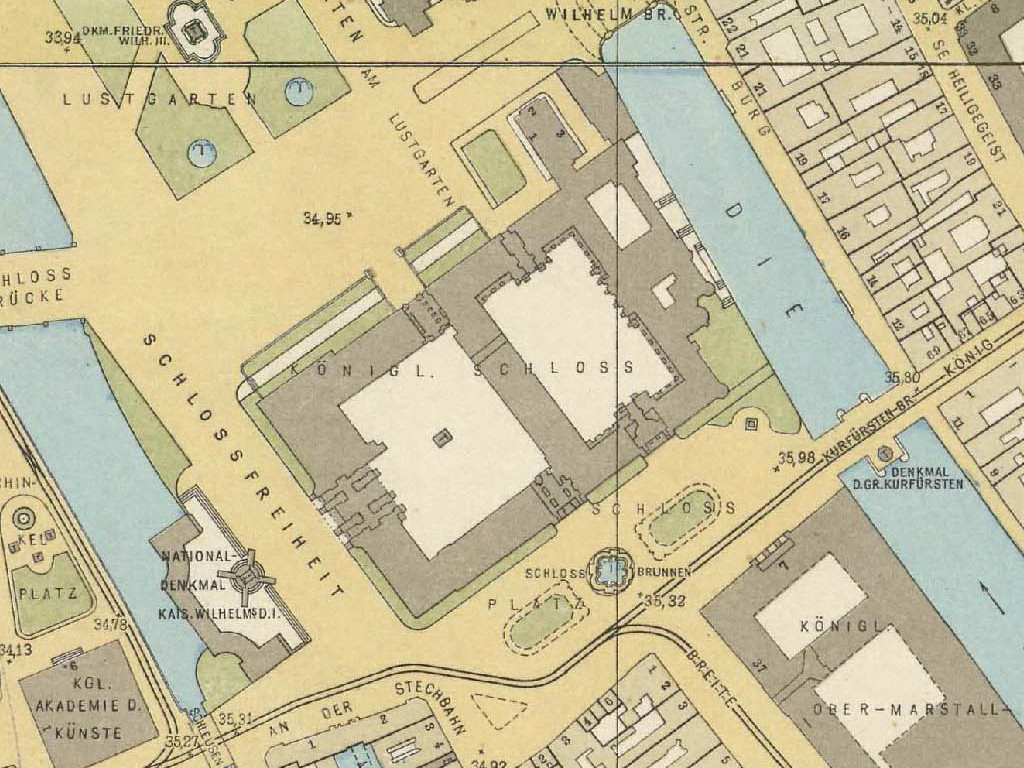
Берлинский дворец и окрестности на плане 1910 года

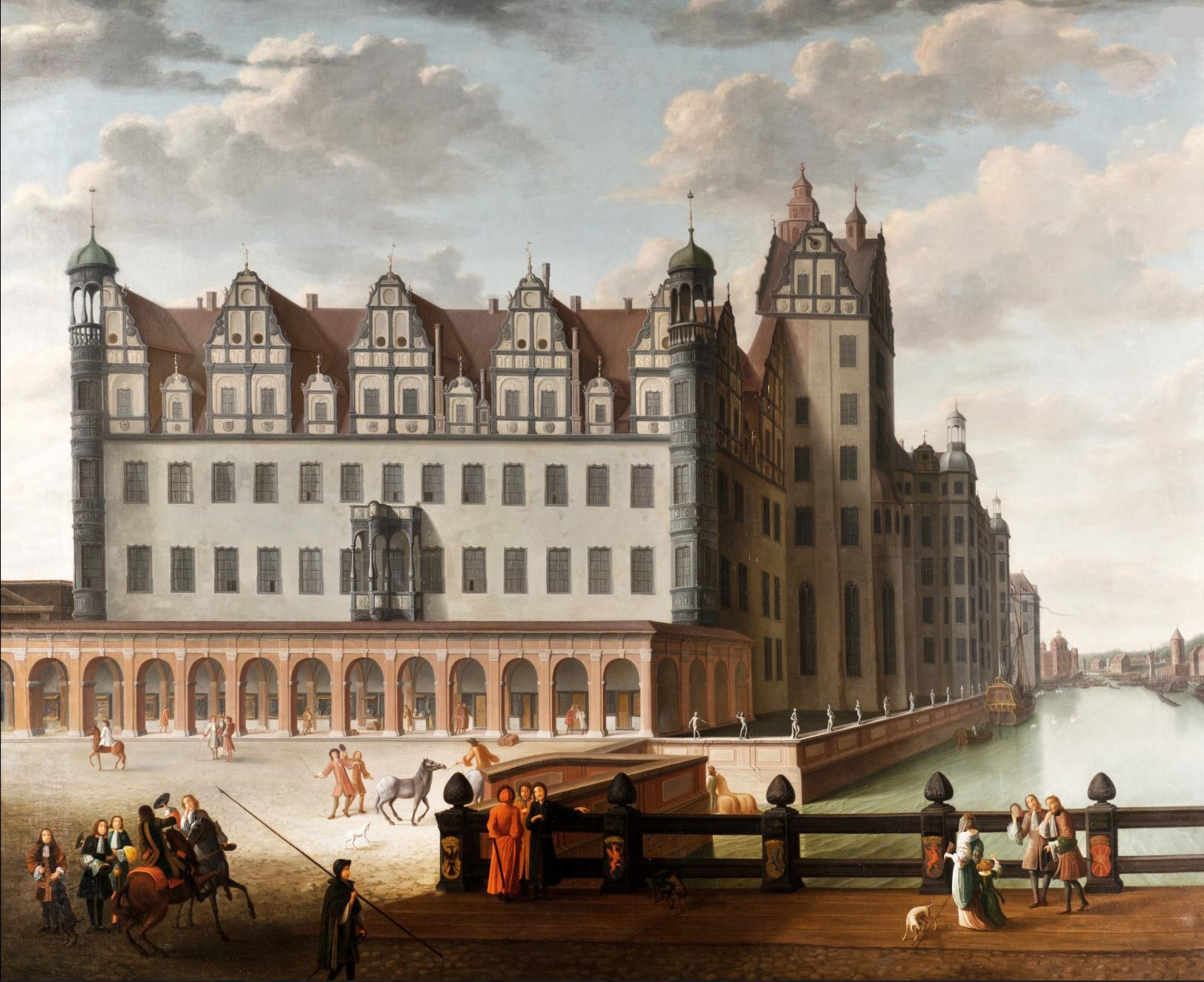
А. Бегейм изобразил ренессансную резиденцию курфюрстов до перестройки в стиле барокко

Курфюрст Фридрих II по прозвищу «Железный зуб» начал строительство дворца в 1443 году. На месте, где позднее возникнет шлютеровский шедевр, находилась крепость, контролировавшая пересекающиеся на Шпрееинзель торговые пути. В 1465 году была построена позднеготическая капелла Эразма. По приказу курфюрста Йоахима II на месте крепости архитекторами Каспаром Тайссом и Кунцем Бунтшу по образцу замка в Торгау была построена роскошная резиденция в стиле ренессанса.
При курфюрсте Иоганне Георге в конце XVI века по проекту графа Линара было возведено западное крыло дворца и прилегающая придворная аптека. После Тридцатилетней войны благоустройством обветшавшего дворца занялся «великий курфюрст» Фридрих Вильгельм. Позднее во времена его правления были оформлены внутренние помещения дворца как, например, «Кугелькаммер» и «Брауншвейгская галерея».
В великолепную королевскую резиденцию дворец превратил курфюрст Фридрих III, ставший в 1701 году королём Пруссии Фридрихом I. Под руководством архитектора Андреаса Шлютера начиная с 1699 года началось масштабное превращение дворца в грандиозный образец архитектуры протестантского барокко. Построенную архитектором Водовзводную башню монетного двора (Münzturm) в северо-западной части дворца пришлось снести из-за допущенных ошибок, за что в 1706 году Шлютер поплатился должностью придворного архитектора, оставшись при этом придворным скульптором. На место Шлютера был назначен его конкурент Эозандер фон Гёте, выступивший с новыми архитектурными идеями.

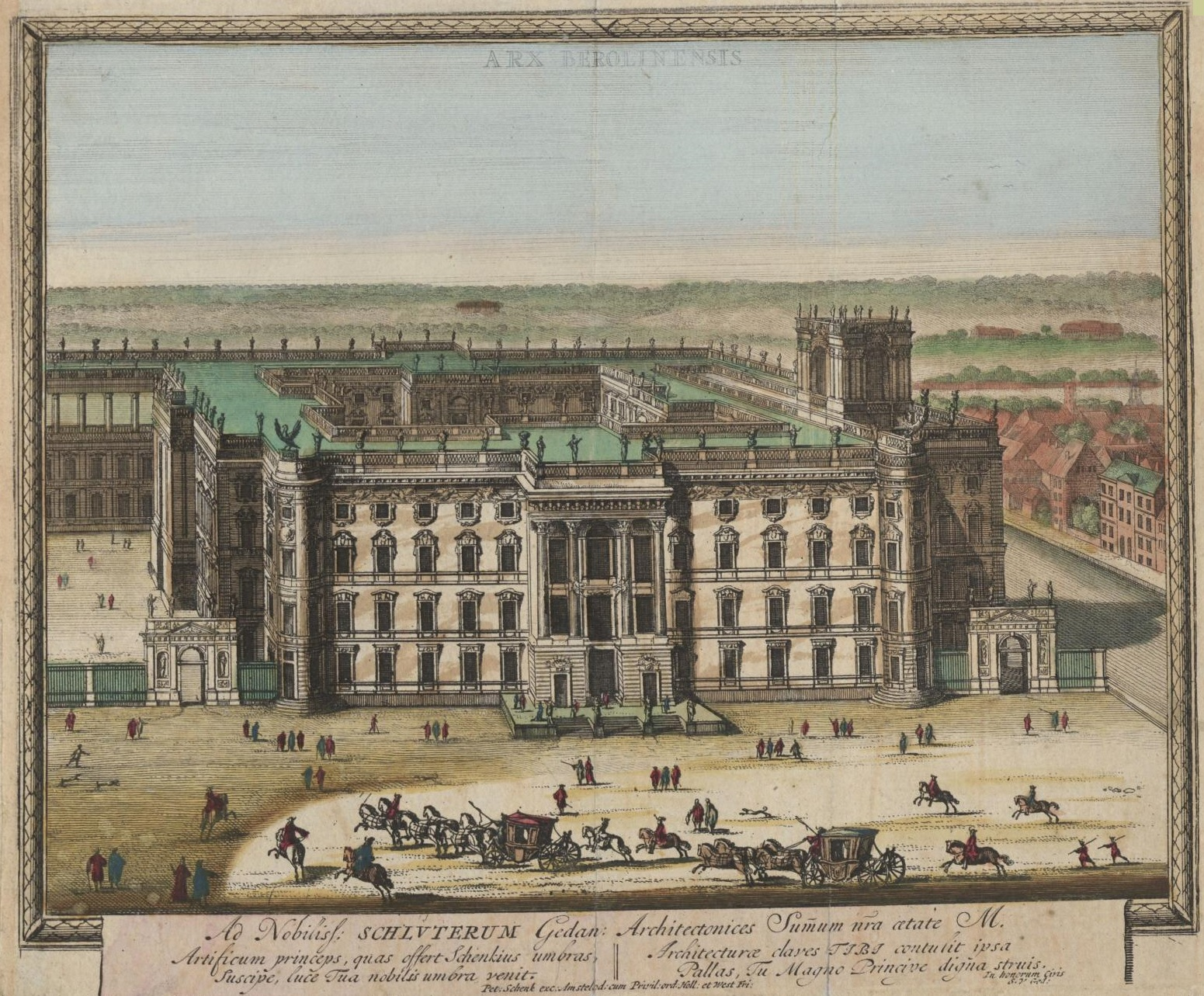
П. Шенк изобразил новопостроенный дворец в 1702 году

Проект дворца подлежал пересмотру, чего, однако, не произошло из-за смерти Фридриха I. Его преемник, король Фридрих Вильгельм I, король-солдат, уволил большинство работавших при дворе художников из соображений экономии и при опустевшей государственной казне поручил завершить строительство дворца малоизвестному ученику Шлютера — Мартину Генриху Бёме. В 1760 году во время берлинского рейда во дворце побывали российские войска, однако оставили его почти нетронутым, довольствовавшись присвоением всех найденных в сокровищнице ценностей.
За исключением купольного здания, возведённого в 1845—1853 годах по проекту Карла Фридриха Шинкеля архитекторами Фридрихом Августом Штюлером и Альбертом Дитрихом Шадовом, внешний облик дворца сохранился практически без изменений. Во внутреннем убранстве дворца напротив происходили многочисленные и иногда значительные изменения. Над интерьерами резиденции трудились крупнейшие немецкие архитекторы соответствующих периодов, включая Кнобельсдорфа, Гонтарда, Лангганса, Эрдмансдорфа и Шинкеля.
Дворец был свидетелем многих исторических событий Первой мировой войны. С балкона Королевского дворца 31 июля и 1 августа 1914 года кайзер Вильгельм II обратился с речами к жителям Берлина, призывая к национальному единству в преддверии начинавшейся войны. С того же балкона 9 ноября 1918 года после поражения кайзеровской империи и бегства монарха лидер социалистов Карл Либкнехт провозгласил в Германии социалистическую республику.
В результате масштабных бомбардировок Берлина 3 и 24 февраля 1945 года здание Королевского дворца пострадало от разрушений и пожара. Дворец, у которого сохранились лишь внешние и несущие стены, лестничные марши и отдельные помещения крыла с Белым залом, представлял собой живописную и драматическую картину грандиозных руин. С 1945 по 1950 годы некоторые помещения дворца, в том числе Белый зал, были кое-как восстановлены для проведения выставок. Во время съёмок фильма «Падение Берлина» развалины дворца использовались как декорации, по которым стреляли боевыми снарядами для создания большего кинематографического реализма. Для социалистических властей дворец был символом прусского империализма, и руководство ГДР отказалось от идей дорогостоящего восстановления разрушенного здания и приняло решение о его сносе. В конце 1950 года по приказу Вальтера Ульбрихта Королевский дворец был взорван.
После сноса дворца площадь Маркса и Энгельса (нем. Marx-Engels-Platz) с 1 мая 1951 года стала местом проведения демонстраций и парадов с трибуной для руководства страны. В 1973—1976 годах на месте трибуны был выстроен Дворец Республики. С южной стороны площади в 1964 году было возведено здание Государственного Совета ГДР, в которое был встроен портал Королевского дворца, с балкона которого в 1918 году Карл Либкнехт провозгласил в Германии социалистическую республику.

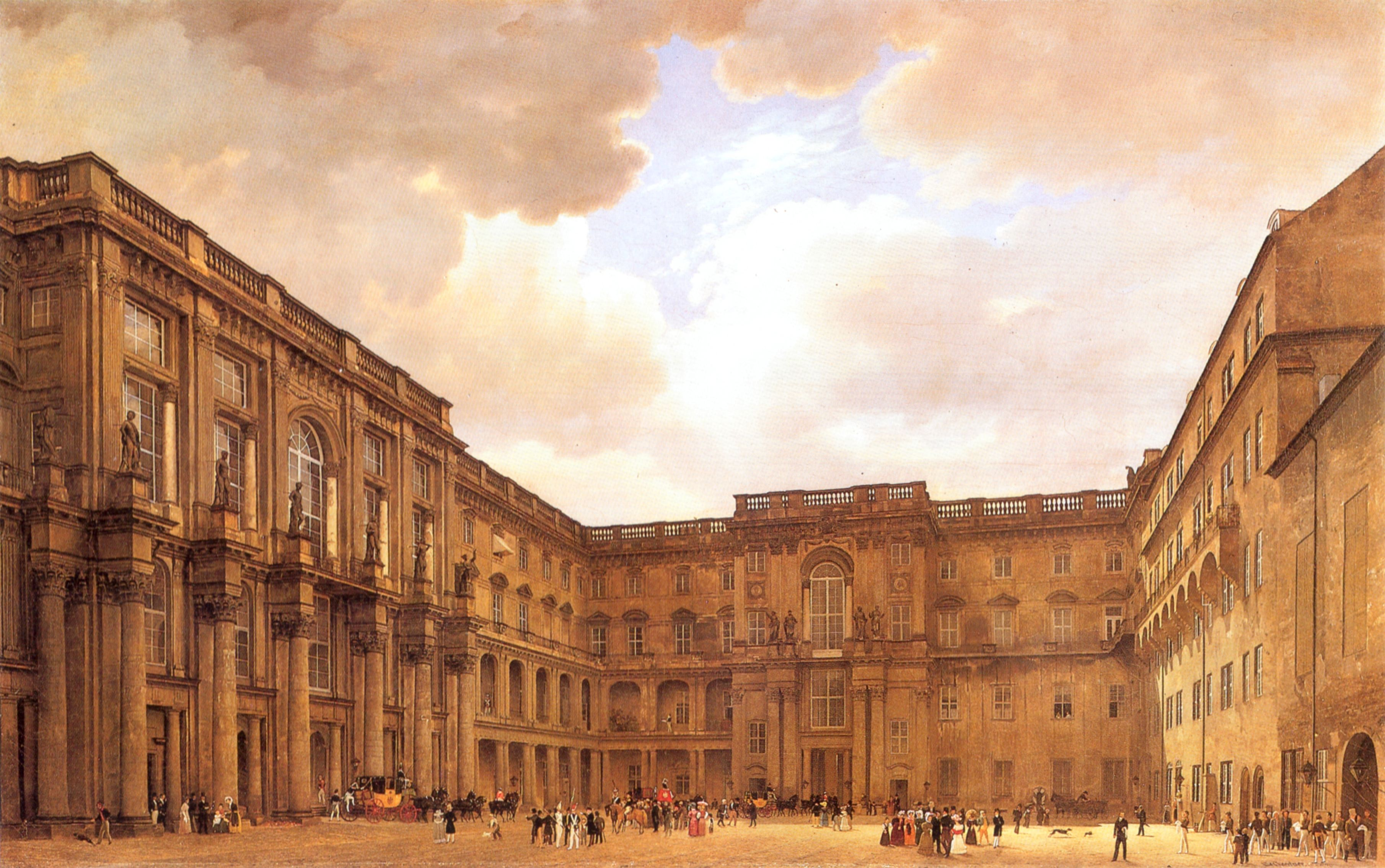
Двор Шлютера на картине Гертнера (1830)
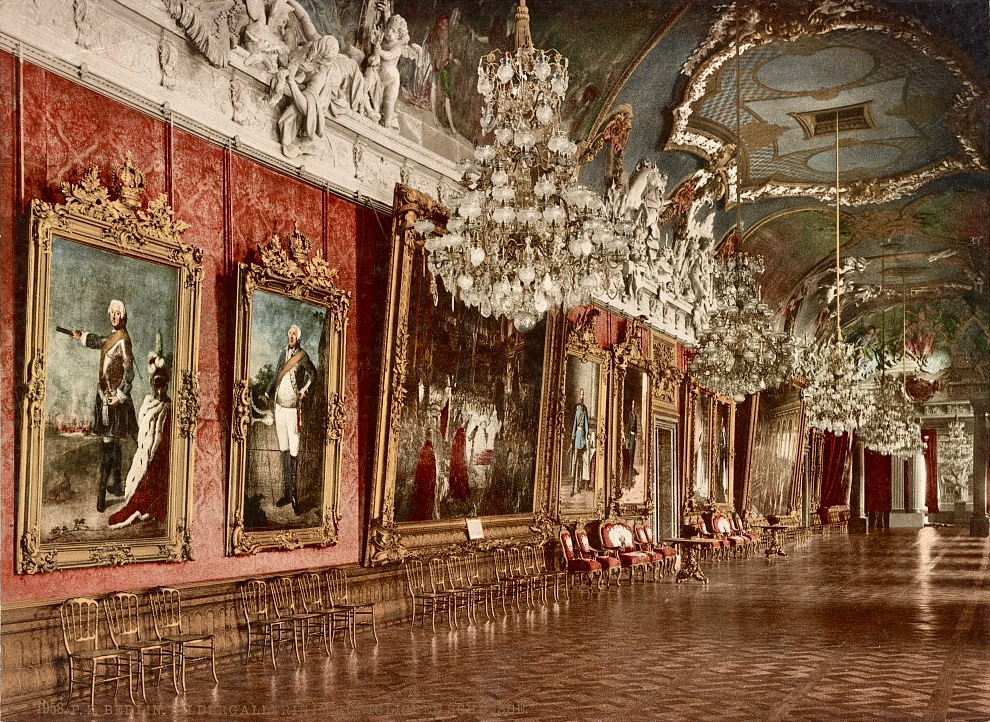
Картинная галерея в 1900 г.
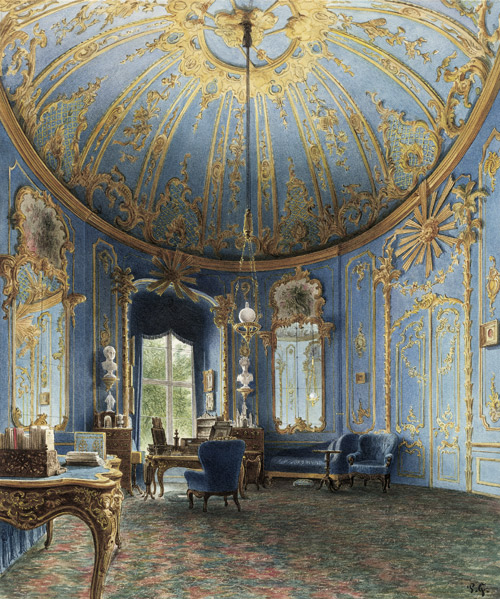
Рабочий кабинет Фридриха II в стиле барокко
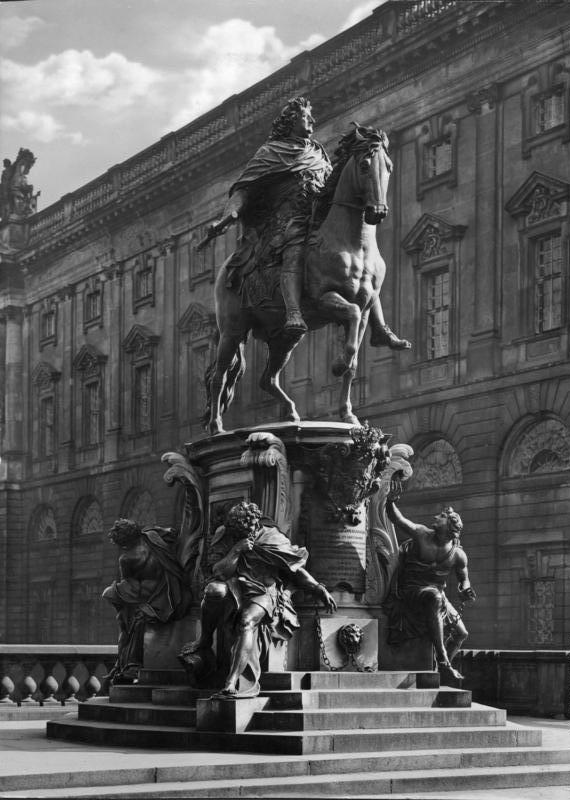
Статуя Фридриха Вильгельма
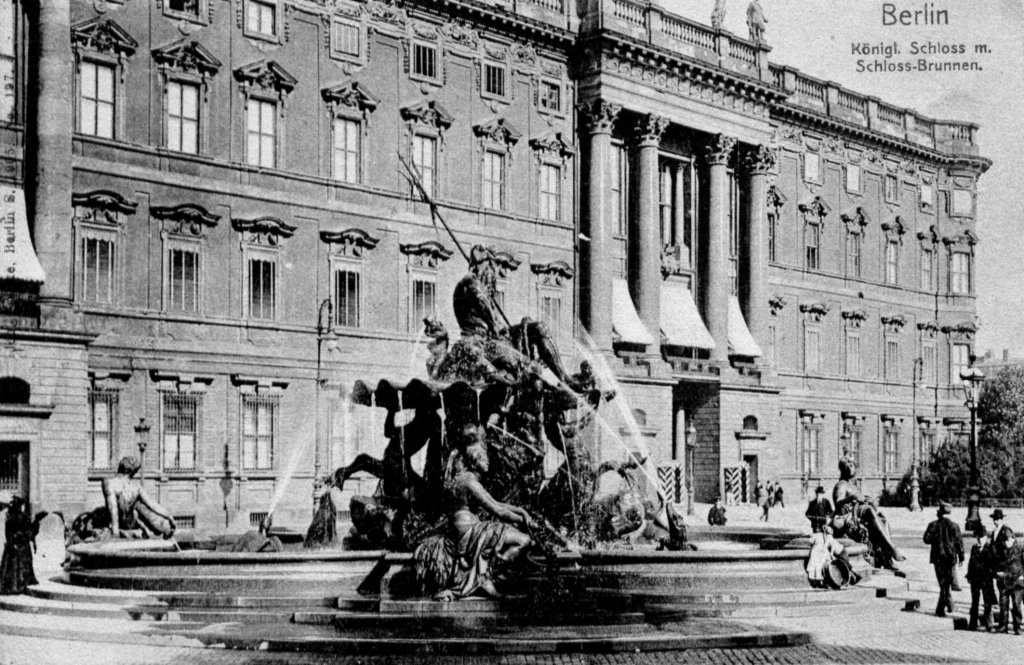
Дворцовый фонтан в 1905 г.
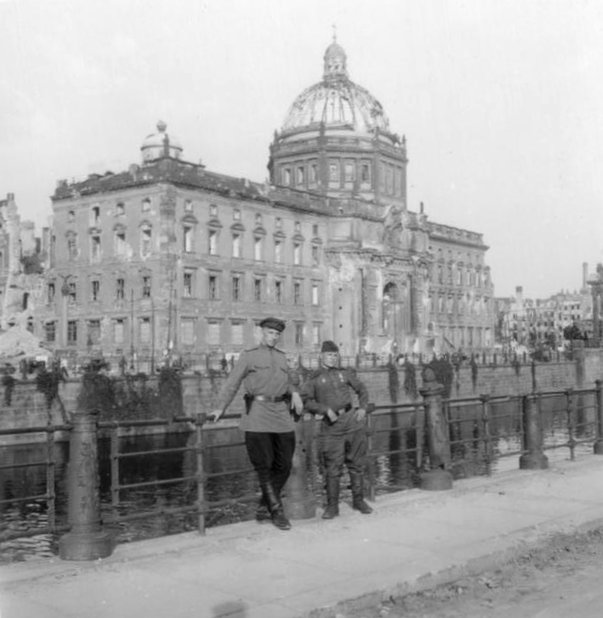
Советские солдаты позируют перед дворцом. Май 1945 года
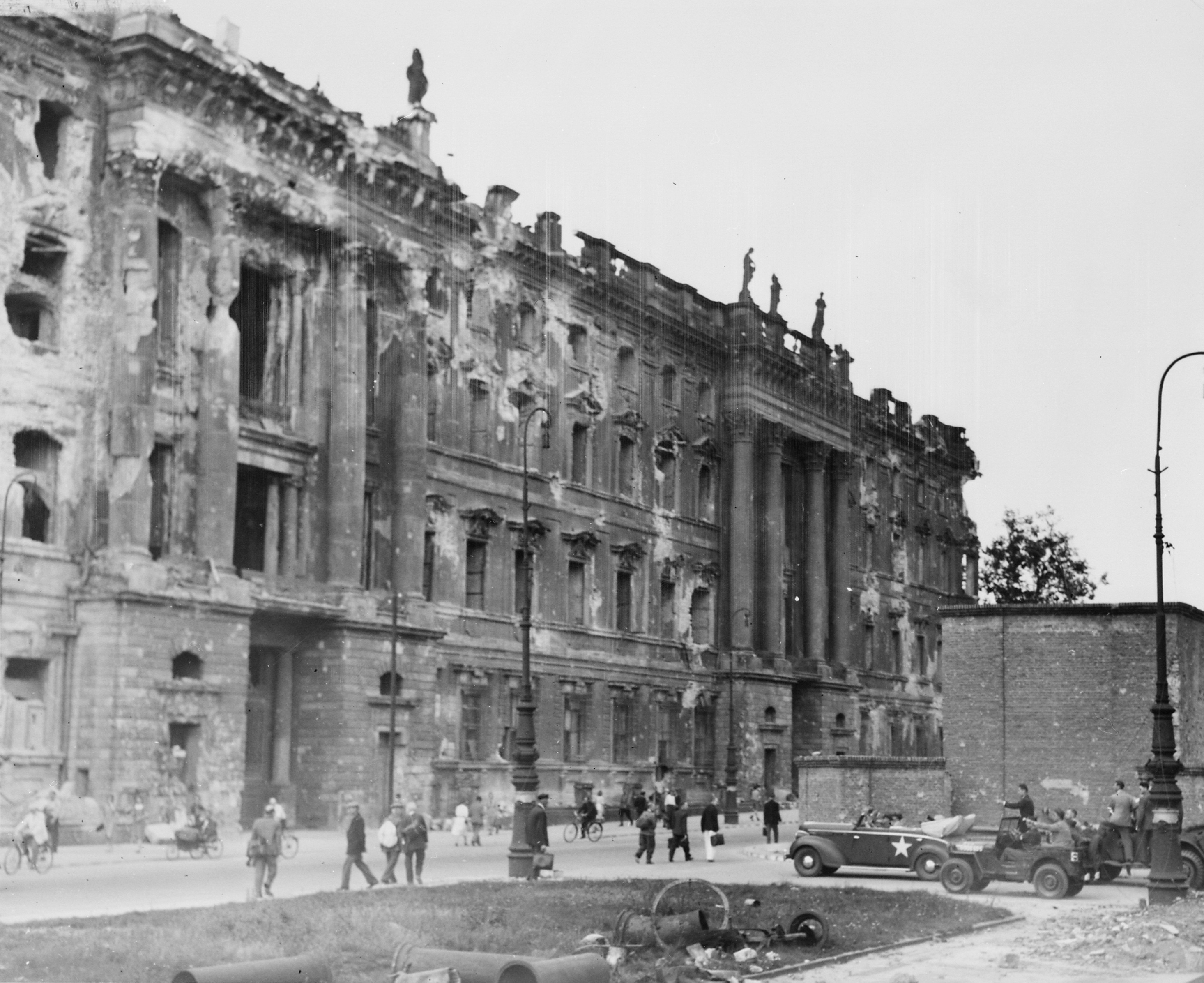
Автомобиль с президентом США Гарри Трумэном проезжает мимо руин дворца 16 июля 1945 года
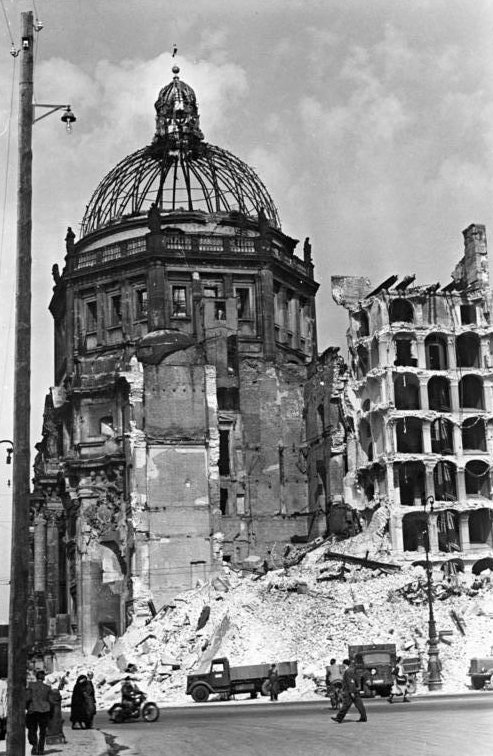
Снос дворца в 1950 году
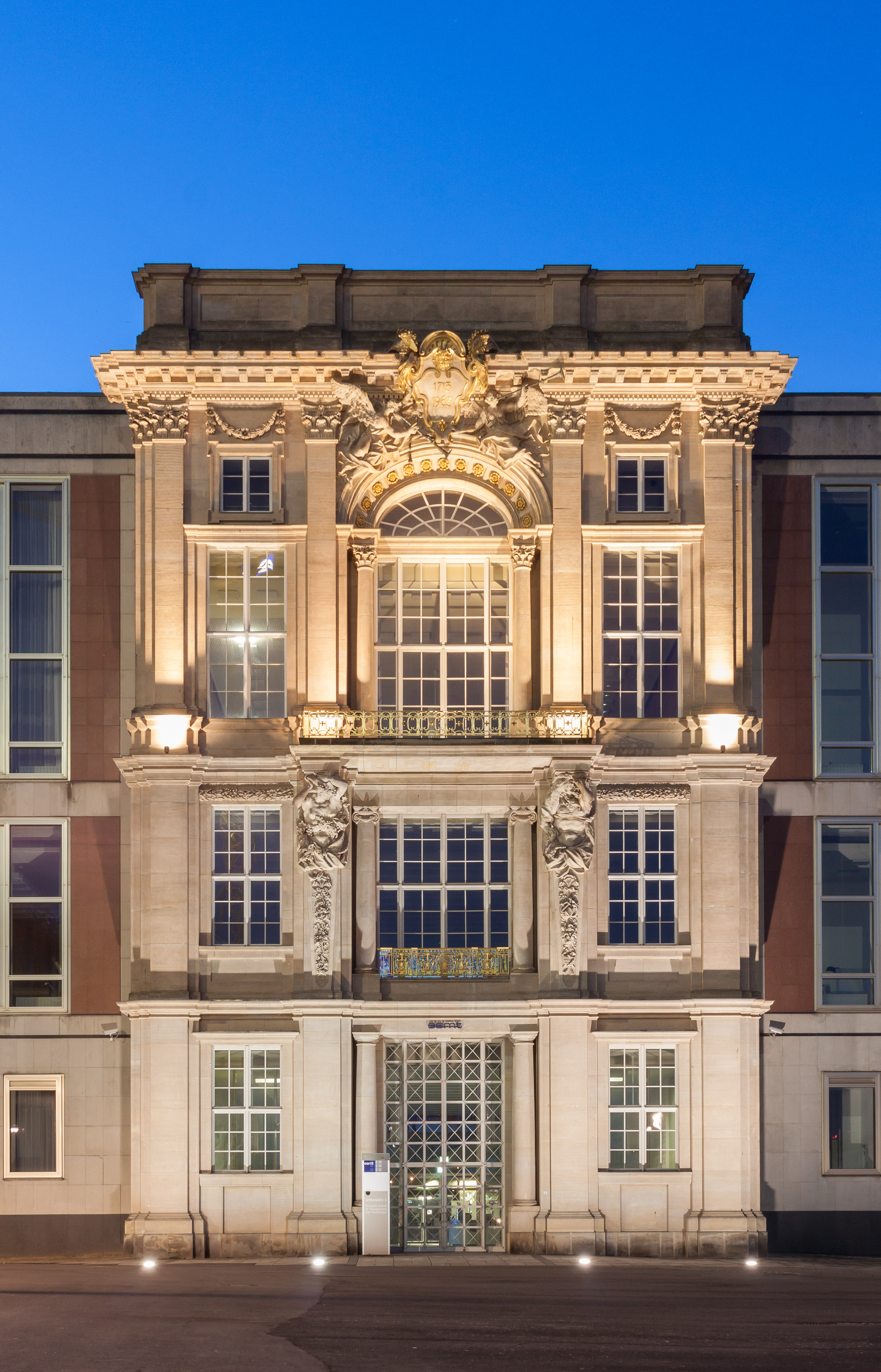
Портал Королевского дворца, встроенный в здание Государственного совета ГДР
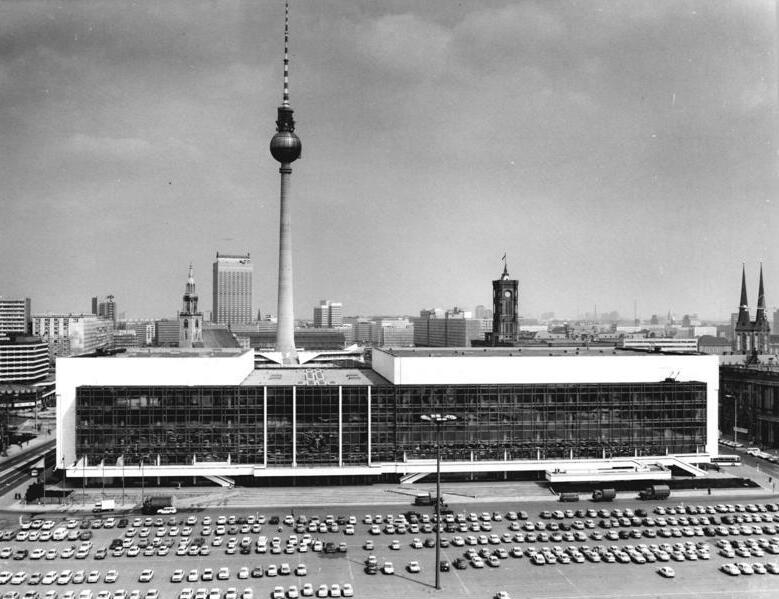
Дворец Республики на месте дворца в 1986 году
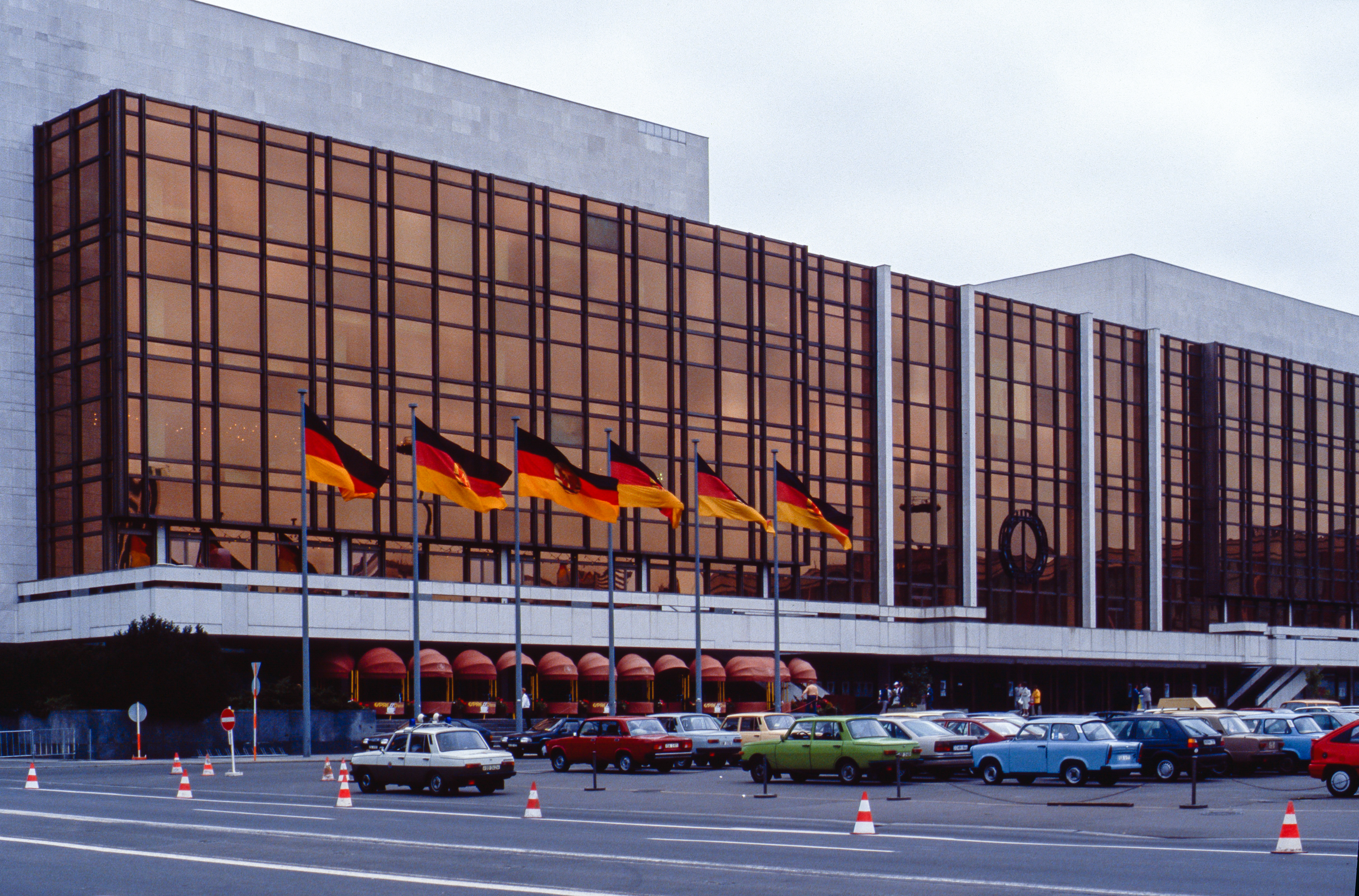
Дворец Республики на месте дворца в 1990 году

## Художественное значение
Королевский дворец и окружавшие его здания представляли собой уникальный архитектурный ансамбль в центре Берлина. Несмотря на то, что дворец постоянно находился в незаконченном виде, он стал одним из выдающихся произведений архитектуры протестантского барокко и занял заметное место в истории искусства. В первую очередь заслуживают внимания творения Андреаса Шлютера, крупного мастера германского барокко. Вклад Эозандера, в частности, его так и не реализованный проект, имеет также большое художественное значение, но по своему стилистическому исполнению значительно уступает таланту Шлютера.
Классицистское убранство помещений дворца, возникшее спустя век после Шлютера, также считалось шедевром своего времени.
Берлинский дворец являлся одним из лучших образцов королевских резиденций Европы.

## Восстановление дворца
После воссоединения Германии началась дискуссия о восстановлении дворца. В 2007 году Бундестаг принял решение о воссоздании здания. На проектирование и строительство было потрачено более 500 миллионов евро из федерального бюджета. Кроме того, в проекте участвовали частные инвесторы.
Реконструкция должна была начаться в 2010 году, после разборки здания Дворца республики, закончившейся в конце 2008 года. Однако закладной камень в присутствии германского президента Йоахима Гаука был установлен в фундамент только 12 июня 2013 года. Проект нового здания принадлежит итальянскому архитектору Франко Стелла. В его интерпретации реконструированный барочный фасад исторического здания сочетается с современным архитектурными элементами.
К 2015 году построена первая очередь сооружения будущего комплекса «Гумбольдт-форум». В 2017 году велось обсуждение вопроса, устанавливать ли крест на куполе дворца, придерживаясь исторической точности или секуляризма. В итоге на фасаде дворцового двора Шлютерхоф установили статую Антиноя. Крест был установлен на куполе 29 мая 2020 года. На конец 2020 года в здании размещены музей с выставленными африканскими и неевропейскими предметами искусства, а также два ресторана, театр, кинотеатр и выставочный зал.
В апреле 2023 года над главным порталом дворца был установлен картуш с королевским орлом Пруссии. Планируется восстановление парадной лестницы и пр..

На месте Национального памятника кайзеру Вильгельму, напротив главного входа в дворец, планировалась установка памятника объединению Германии, однако по состоянию на 2024 год работы были остановлены. 

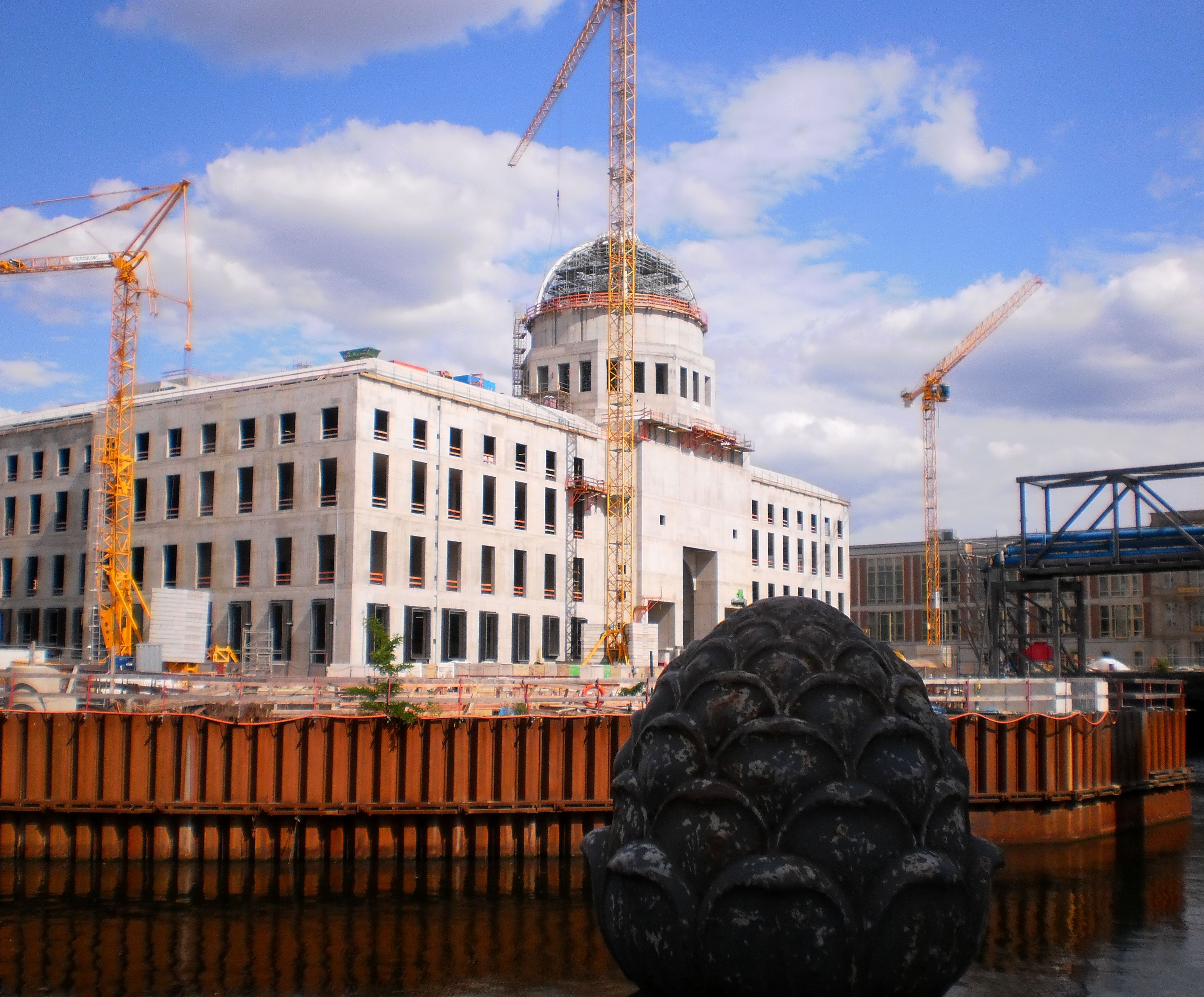
Восстановление дворца, июнь 2015 года
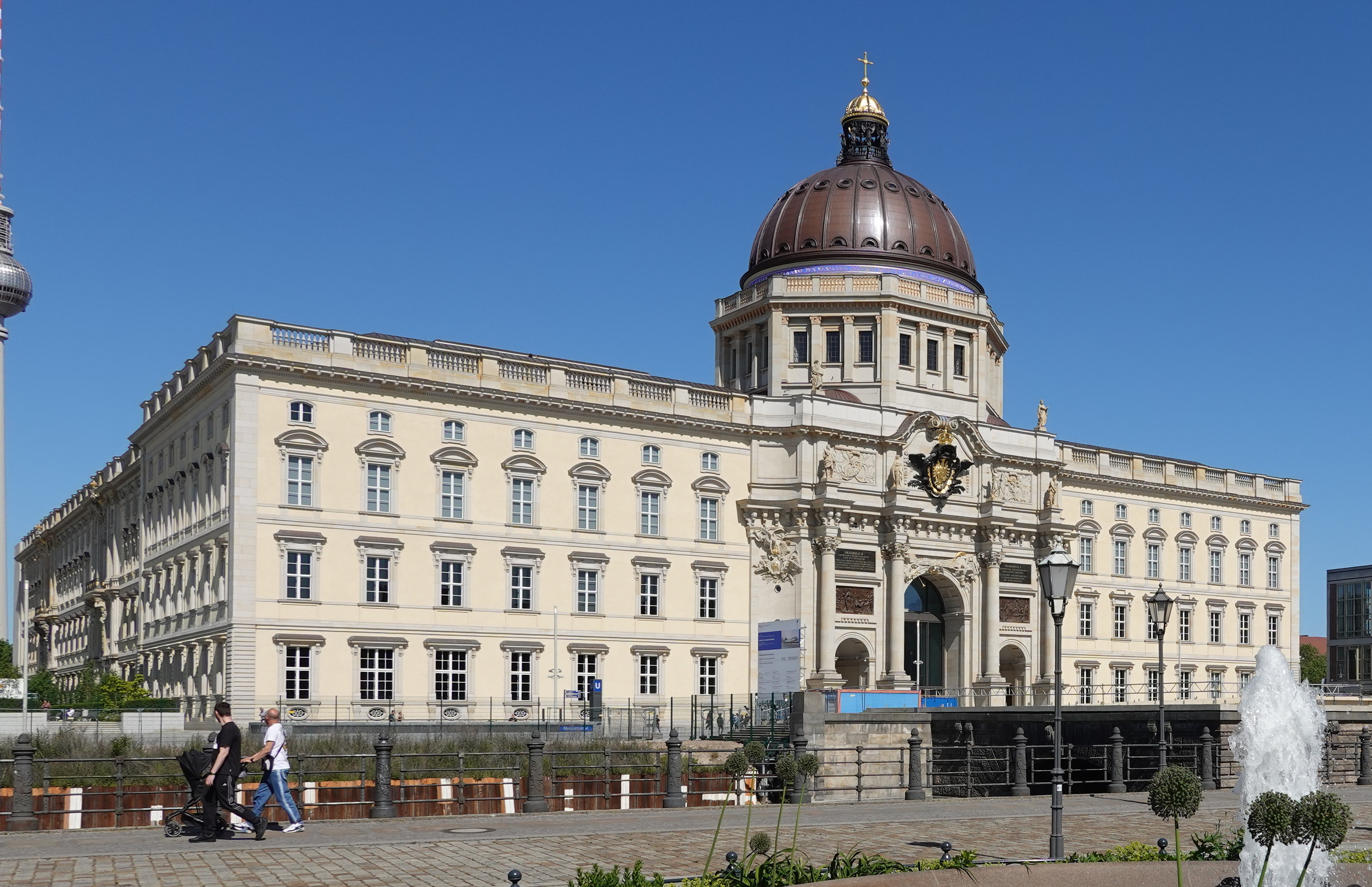
Восстановленный дворец 2 июня 2023 года
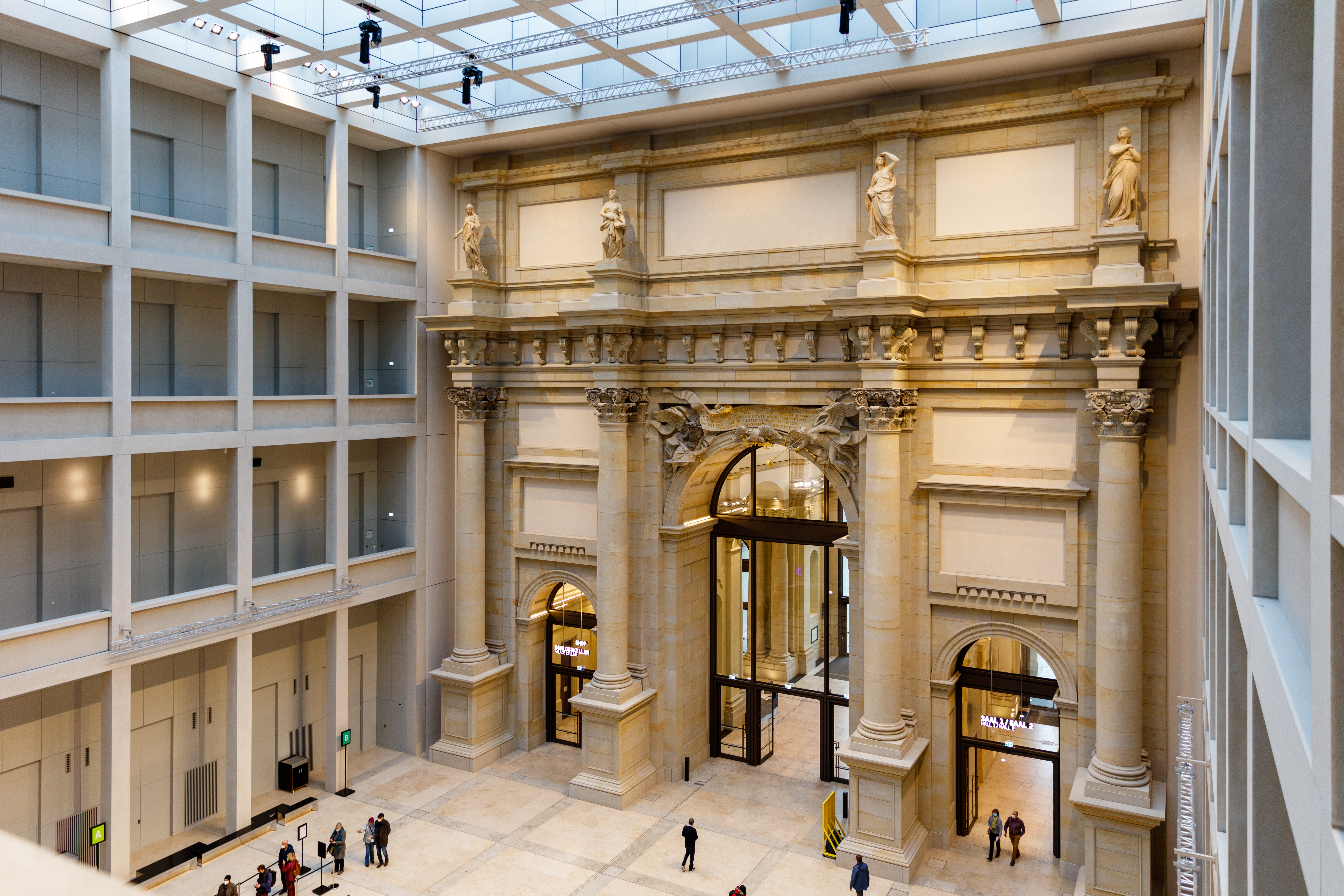
Фойе Форума Гумбольдта в Берлинском дворце, 2021 год
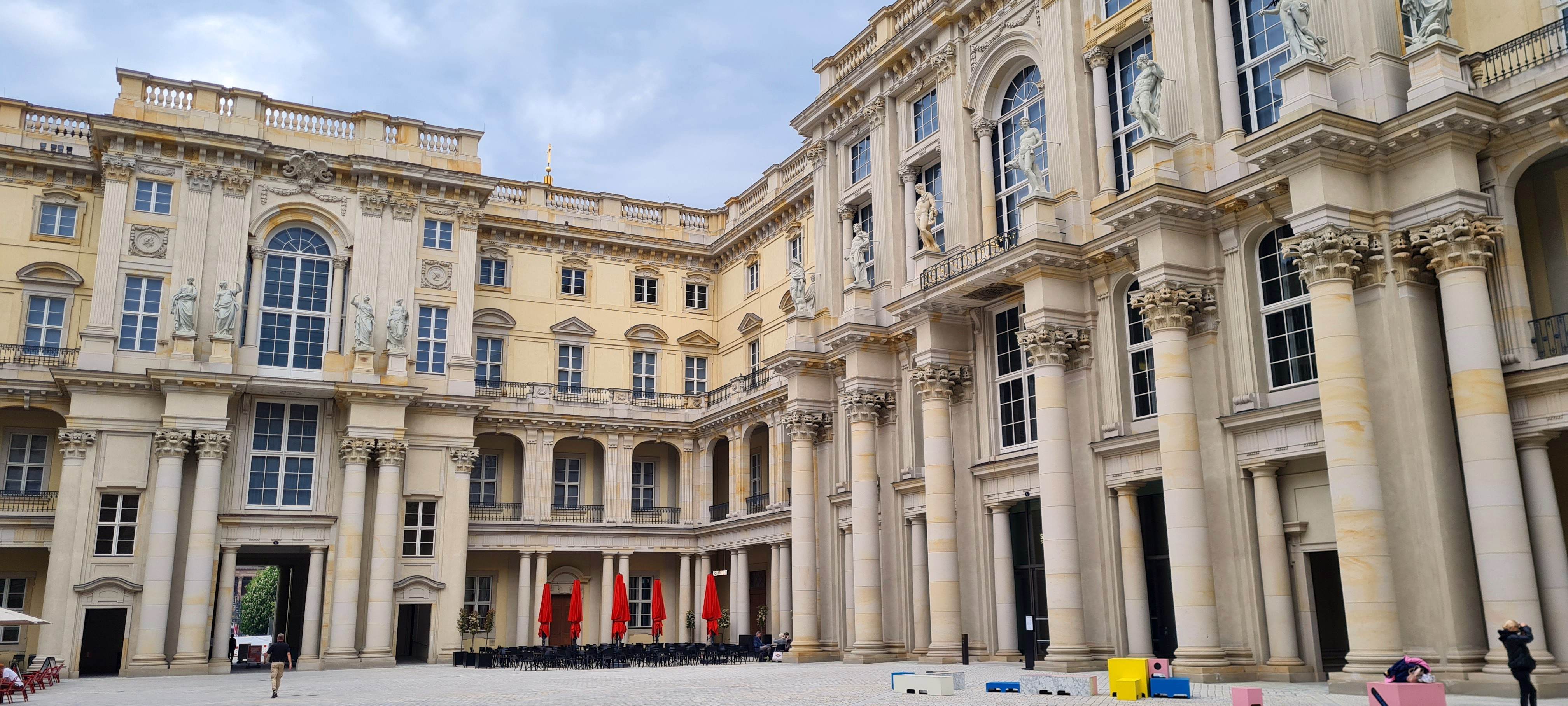
Внутренний двор Берлинского дворца, 2023 год

Восстановление Королевского дворца в Берлине вдохновило энтузиастов на идею восстановления замка Кёнигсберг в Калининграде.

## Курьёзы
- По легенде, в Королевском дворце обитало известное привидение династии Гогенцоллернов — «Белая женщина», которая своим появлением за три дня до смерти члена монаршей семьи извещала об этом трагическом событии. Впервые привидение появилось в 1628 году, позднее в 1840 и 1850 годах. Смотритель дворца, а позднее его директор Маргарете Кюн заявляла, что последний раз видела привидение 31 января 1945 года — за три дня до разрушительной бомбардировки дворца.
- По другой легенде, взгляд Нептуна в Дворцовом фонтане (ныне известный берлинский фонтан «Нептун»), подаренном кайзеру Вильгельму II городом, был направлен на окна королевской спальни, что чрезвычайно нервировало императрицу Августу Викторию, которая приказала даже развернуть фонтан на 180 градусов.